# Tikur Enchini
Tikur Enchini (en oromo : Xuqur Incinnii ou Dirree Incinnii[à vérifier]) est un woreda du centre-ouest de l'Éthiopie situé dans la zone Ouest Shewa de la région Oromia. Il a 71 417 habitants en 2007. Son centre administratif est Enchini.
Limitrophe de la zone Sud-Ouest Shewa, Tikur Enchini est entouré dans la zone Ouest Shewa par Cheliya au nord, Toke Kutaye à l'est et Jibat à l'ouest,.
Son centre administratif, Enchini, se trouve une trentaine de kilomètres au sud-ouest de la ville de Guder, et à proximité des sources de la rivière Guder.
Le recensement national de 2007 fait état pour ce woreda d'une population de 71 417 habitants dont 6 % de citadins qui sont les 4 358 habitants d'Enchini. Environ 44 % des habitants du woreda sont orthodoxes, 39 % sont protestants et 16 % sont de religions traditionnelles africaines.
En 2022, sa population est estimée à 102 795 personnes avec une densité de population de 253 personnes par km2 et 406 km2 de superficie.